# Aphelandra wasshausenii
Aphelandra wasshausenii är en akantusväxtart som beskrevs av Profice. Aphelandra wasshausenii ingår i släktet Aphelandra och familjen akantusväxter. Inga underarter finns listade i Catalogue of Life.